# Viliam Jakubčík
Viliam Jakubčík (5. října 1928 – 11. srpna 1998) byl slovenský fotbalový útočník a reprezentant Československa.

## Fotbalová kariéra
V československé reprezentaci odehrál v letech 1952–1956 čtyři utkání, 3× nastoupil v reprezentačním B-mužstvu. V československé lize odehrál 186 utkání a vstřelil 66 branek. Hrál za Spartak Trnava (1947–1952, 1955–1958), Duklu Praha (1952–1955) a Dynamo Žilina (1959–1962). S Duklou získal roku 1953 mistrovský titul. 4× startoval v evropských pohárech a dal zde 2 góly.

## Ligová bilance
| Ročník                                     | Zápasy | Góly | Klub             |
| ------------------------------------------ | ------ | ---- | ---------------- |
| Státní liga 1947/1948                      | –      | 3    | TŠS Trnava       |
| Státní liga 1948                           | –      | 7    | TŠS Trnava       |
| Celostátní československé mistrovství 1949 | –      | 9    | Kovosmalt Trnava |
| Celostátní československé mistrovství 1950 | –      | 4    | Kovosmalt Trnava |
| Mistrovství československé republiky 1952  | –      | 10   | Kovosmalt Trnava |
| Mistrovství československé republiky 1952  | –      | 3    | ATK Praha        |
| Přebor československé republiky 1953       | 12     | 6    | ÚDA Praha        |
| Přebor československé republiky 1954       | 10     | 4    | ÚDA Praha        |
| Přebor československé republiky 1955       | 22     | 4    | Spartak Trnava   |
| 1. československá fotbalová liga 1956      | 20     | 7    | Spartak Trnava   |
| 1. československá fotbalová liga 1957/1958 | 20     | 2    | Spartak Trnava   |
| 1. československá fotbalová liga 1958/1959 | 25     | 8    | Dynamo Žilina    |
| 1. československá fotbalová liga 1961/1962 | 17     | 1    | Dynamo Žilina    |
| CELKEM 1. liga                             | 186    | 66   |                  |